# Les Plus Pires Succès de Plume
Albums de Plume Latraverse
Plume à l'Outremont All Dressed
Les Plus Pires Succès de Plume est une compilation de Plume Latraverse, sorti en 1978.

## Liste des titres
| No  | Titre                               | Durée |
| --- | ----------------------------------- | ----- |
| 1.  | Le rock 'n' roll du grand flanc mou | 2:42  |
| 2.  | Bossa-Mota                          | 1:49  |
| 3.  | Ne pleure pas petite fille          | 5:09  |
| 4.  | Lit vert                            | 2:13  |
| 5.  | Calvaire (Volver)                   | 3:37  |
| 6.  | Rideau                              | 2:46  |
| 7.  | Vieux neg                           | 1:53  |
| 8.  | Pleine lune                         | 3:28  |
| 9.  | Jonquière                           | 3:22  |
| 10. | La Bienséance                       | 2:10  |
| 11. | Chambre à louer                     | 3:26  |
| 12. | Le Retour à la terre                | 3:02  |
| 13. | Bobépine                            | 3:37  |
| 14. | Rat qui roule...                    | 1:49  |